# Джанджгава Володимир Миколайович
Володимир Миколайович Джанджгава (1 червня 1907, село Губі, тепер Хонського муніципалітету, Грузія — 10 квітня 1982, Тбілісі, тепер Грузія) — радянський військовий діяч, міністр внутрішніх справ Грузинської РСР, генерал-лейтенант (3.08.1953). Депутат Верховної ради Грузинської РСР 4-го, 6—10-го скликань. Депутат Верховної ради СРСР 2—4-го скликань. Герой Радянського Союзу (29.05.1945)

## Життєпис
Народився в селянській родині. Закінчив сільську школу, працював у сільській раді села Патара-Губа Грузинської РСР.
У Червоній армії з вересня 1927 року. Член ВКП(б) з 1930 року.
У 1931 році закінчив Закавказьку військову піхотну школу в місті Тифлісі (Тбілісі).
Служив у 1-му Кавказькому гірсько-стрілецькому полку 1-ї Кавказької гірсько-стрілецької дивізії Кавказької Червонопрапорної армії (полк дислокувався в Батумі): командир стрілецького взводу, командир взводу полкової школи, командир роти, в.о. начальника полкової школи, помічник командира полку з матеріального забезпечення.
У березні 1938 року був переведений до Приволзького військового округу та призначений помічником командира 78-го стрілецького полку з матеріального забезпечення, з вересня 1939 року — начальник 5-го відділення штабу 61-ї стрілецької дивізії.
Учасник радянсько-фінської війни з січня 1940 року, служив заступником начальника штабу з тилу 173-ї мотострілецької дивізії. Весною 1940 року передислокований із дивізією з фінського фронту до Одеського військового округу. З липня 1940 року — начальник 5-го відділення штабу 16-ї танкової дивізії, з початку червня 1940 року — начальник постачання 16-ї танкової дивізії Одеського військового округу.
У складі 2-го механізованого корпусу РСЧА на Південному та Південно-Західному фронтах брав участь у прикордонних боях у Молдові, в Тираспольсько-Мелітопольській та Уманській оборонних операціях. В Уманському котлі дивізія майже повністю загинула, але капітанові Джанджгаві з групою командирів тилу вдалося вийти з оточення.
У вересні 1941 року призначений начальником 5-го відділення штабу 15-ї стрілецької дивізії 12-ї армії Південного фронту, з листопада 1941 року — начальник постачання 15-ї стрілецької дивізії.
З березня 1942 по квітень 1943 року командував 676-м стрілецьким полком 15-ї стрілецької дивізії. Незабаром полк та дивізія були передані до 13-ї армії Брянського фронту. З квітня 1943 року — заступник командира, а з 28 червня по 12 липня 1943 року — т.в.о. командира 15-ї стрілецької дивізії 13-ї армії.
У червні 1944 — лютому 1946 року — командир 354-ї стрілецької дивізії 105-го стрілецького корпусу 65-ї армії 2-го Білоруського фронту.
«За зразкове виконання завдань командування на фронті боротьби з німецькими загарбниками та досягнуті при цьому успіхи» Указом Президії Верховної Ради СРСР від 29 травня 1945 року генерал-майору Джанджгаві Володимиру Миколайовичу присвоєно звання Героя Радянського Союзу з врученням ордена «Золота Зірка» (№ 5548).
У 1946—1948 роках — слухач Вищої військової академії імені Ворошилова в Москві.
З травня 1948 по січень 1951 року командував 10-ю гвардійською стрілецькою дивізією в Закавказькому військовому окрузі (з липня 1949 року — 10-а гвардійська гірсько-стрілецька дивізія). З січня 1951 по листопад 1953 року командував 13-м гірсько-стрілецьким корпусом в Закавказькому військовому окрузі.
У листопаді 1953 — травні 1954 року — командир 79-го стрілецького корпусу в Групі радянських окупаційних військ у Німеччині.
У травні 1954 — грудні 1958 року — міністр внутрішніх справ Грузинської РСР, при цьому продовжував залишатися в кадрах Радянської армії. Брав участь у придушенні просталінських Тбіліських демонстрацій 1956 року.
У грудні 1958 року призначений начальником військової кафедри Грузинського зооветеринарного інституту, у січні 1959 року — начальником військової кафедри Тбіліського державного університету.
З квітня 1959 року — в запасі в місті Тбілісі.
У 1963 — 10 квітня 1982 року — голова ЦК ДТСААФ Грузинської РСР.
Помер 10 квітня 1982 року в місті Тбілісі. Похований на Сабуртальському цвинтарі Тбілісі.

## Військові звання
- капітан
- майор
- полковник
- генерал-майор (2.11.1944)
- генерал-лейтенант (3.08.1953)

## Нагороди
- Герой Радянського Союзу (29.05.1945)
- два ордени Леніна (29.05.1945, 20.06.1953)
- орден Жовтневої Революції (1967)
- три ордени Червоного Прапора (27.02.1943, 19.02.1945, 6.11.1947)
- орден Кутузова ІІ ст. (6.04.1945)
- орден Вітчизняної війни І ст. (31.07.1944)
- орден Трудового Червоного Прапора (1975)
- два ордени Червоної Зірки (1.05.1940, 3.11.1944)
- орден «Знак Пошани» (2.04.1964)
- орден Республіки (Тувинська Народна Республіка) (11.03.1943)
- орден «Хрест Грюнвальда» ІІІ ст. (Польща) (6.04.1946)
- медаль «За Одру, Нісу і Балтику» (Польща)
- медаль «За визволення Варшави»
- медаль «За взяття Кенігсберга»
- медаль «За перемогу над Німеччиною у Великій Вітчизняній війні 1941—1945 рр.»
- медаль «За доблесну працю. В ознаменування 100-річчя з дня народження Володимира Ілліча Леніна» (1970)
- медалі